# Bolsenheim
Bolsenheim is een gemeente in het Franse departement Bas-Rhin (regio Grand Est) en telt 426 inwoners (2005). De plaats maakt deel uit van het arrondissement Sélestat-Erstein.

## Geografie
De oppervlakte van Bolsenheim bedraagt 4,3 km², de bevolkingsdichtheid is 99,1 inwoners per km².
De onderstaande kaart toont de ligging van Bolsenheim met de belangrijkste infrastructuur en aangrenzende gemeenten.

## Demografie
Onderstaande figuur toont het verloop van het inwonertal (bron: INSEE-tellingen).